# 褒信县
褒信县是中国古代县名，在东汉时初次设立，治所在今河南省息县东北的包信镇，属汝南郡。顺帝时宦官李元曾封褒信侯，其封地即在此地。

## 历史
褒信县在东汉时初次设立。晋朝沿置，但改属汝阴郡。南朝宋时一度改名为苞信县，属新蔡郡。隋朝建立后再次复名褒信县，属汝南郡。唐初武德年间初舒州，贞观初年改属豫州，后属汝南郡。758年，天下郡改为州，复属豫州，宝应元年（762年），豫州改为蔡州。蒙古入侵后，此县废置。